# Tentaisho

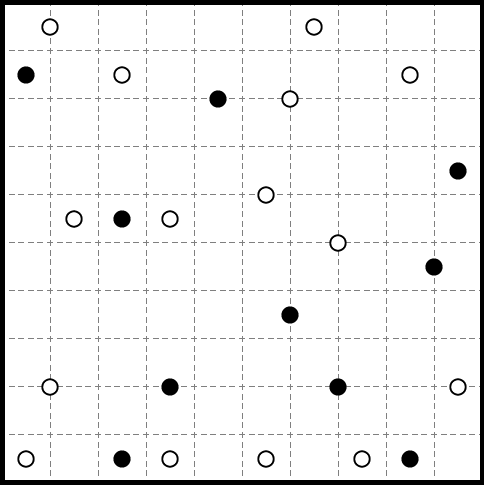
Een onopgeloste Tentaisho-puzzel.

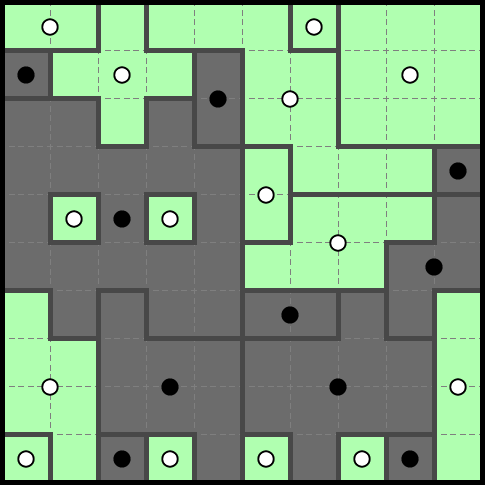
Dezelfde puzzel, opgelost. De gebieden zijn gekleurd om een afbeelding van een kat te tonen.

Tentaisho (Japans: 天体ショーtentai shō), ook bekend als Tentai Show, Galaxies, Spiral Galaxies of Sym-a-Pix, is een logische puzzel van uitgeverij Nikoli.

## Spelregels
Tentaisho wordt gespeeld op een rechthoekig diagram van vierkanten. Op het diagram staan stippen die sterren voorstellen. De stippen op het diagram staan in het midden van een vakje, een rand of een hoek.
Het doel van de puzzel is om lijnen over de stippellijnen te trekken om het diagram te verdelen in gebieden die sterrenstelsels voorstellen.
In het een diagram moeten alle sterrenstelsels een rotatiesymmetrie van 180° hebben en precies één punt in het midden.
De kleuren van de stippen hebben geen invloed op de logica van de puzzel en kunnen worden genegeerd bij het oplossen. In puzzels met verschillende vormen kunnen de gebieden van het ingevulde diagram worden gekleurd om een afbeelding zichtbaar te maken.

## Oplossingsmethoden
Tentaisho-puzzels kunnen worden opgelost met behulp van de volgende stappen.
- Teken muren tussen vakjes die een punt of een deel van een punt bevatten. Deze vakjes moeten tot verschillende sterrenstelsels behoren.
- Teken muren rond de stip volgens rotatiesymmetrie.
- Randen van het diagram tellen ook als muren.
- Zoek vakjes in gebieden die worden 'vastgelegd' door een punt. Dit zijn vakjes die door geen andere punten kunnen worden bereikt. Deze vakjes kunnen alleen voor die stip bij de melkweg horen.
- Bovenstaande stappen kunnen worden herhaald totdat de puzzel opgelost is.

In meer ingewikkelde puzzels kan het nodig zijn om het beeld van rotatiesymmetrie te overwegingen. Zoek vakjes die slechts één geldig punt hebben als gekeken wordt naar het rotatiesymmetrische vakje. Een vakje kan tot een melkwegstelsel behoren als zijn symmetrische vakje ook tot dat melkwegstelsel kan behoren.

## Geschiedenis
De naam 'Tentaishow', heeft een dubbele betekenis in het Japans. 'Ten' (点) staat voor punt, 'tai shō' (対称) staat voor symmetrie. Het Japanse woord 'Tentai' (天体) wordt gebruikt om astronomische voorwerpen aan te duiden. Samen kan 'Tentaishow' zowel 'rotatiesymmetrie' als 'astronomische show' betekenen.